# 古玉乡
古玉乡是中国西藏自治区察隅县下辖的一个乡，位于县境北部，总面积2171.37平方公里，人口2950人，其中农牧民2816人。下辖6个村委会：古井村、罗马村、然乌学村、八一村、    玉和村、博学村。